# Brooks, Georgia
Brooks är en ort i Fayette County i delstaten Georgia, USA.